# Belison
Belison ist eine philippinische Stadtgemeinde in der Provinz Antique. Sie hat 13.539 Einwohner (Zensus 1. August 2015).

## Baranggays
Belison ist politisch unterteilt in elf Baranggays.
- Borocboroc
- Buenavista
- Concepcion
- Delima
- Ipil
- Maradiona
- Mojon
- Poblacion
- Rombang
- Salvacion
- Sinaja